# NGC 7015
NGC 7015 هي مجرة الدوامة تبعد حوالي 203 مليون سنة ضوئية من الأرض تقع في كوكبة قطعة الفرس (كوكبة). سرعتة المحسوبة هي 4881 كم / ثانية. تم اكتشاف نغك من قبل عالم الفلك الفرنسي إدوارد ستيفان في 29 سبتمبر 1878. وهو جزء من مجموعة من المجرات تسمى [CHM2007].

## وصلات خارجية
- NGC 7015 على موقع ويكي سكاي: DSS2, SDSS, GALEX, IRAS, Hydrogen α, X-Ray, Astrophoto, Sky Map, Articles and images